# Naanol Tesfaye
Naanol Daniel Tesfaye Chimdessa známý jako Naanol Tesfaye (amharsky ናኖል ተስፋዬ; * 14. října 2003, Skellefteå, Švédsko) je etiopský fotbalový útočník, který byl povolán do národního týmu v Etiopii.

## Kariéra
Tesfaye byl spojován s přestupem do Manchester City a Leeds United v roce 2018.
Švédská zpravodajská média oznámila, že prezident Etiopské fotbalové federace, Juneidi Basha, řekl:
„Domníváme se, že on (Naanol Tesfaye) je hvězdou budoucnosti, a samozřejmě doufáme, že se v budoucnu rozhodne také reprezentovat Etiopii.“.
Srpen 2018 Tesfaye udělal debut proti Ugandě v kvalifikačních zápasech Světového poháru s Etiopií U17.

## Vyznamenání
- CECAFA regionální turnaj 2018 - Stříbro (s Etiopií)

- AFCON Qualifier 2018 - Stříbro (s Etiopií)